# Babush i Muhaxherëve
Babush i Muhaxherëve (albanisch auch Babushi i Muhaxherëve, oder auch Babush/i, serbisch Мухаџер Бабуш Muhadžer Babuš oder auch Бабуш/Babuš) ist ein Dorf in der kosovarischen Gemeinde Lipjan.

## Bevölkerung
Die Volkszählung in der Republik Kosovo aus dem Jahr 2011 ergab, dass in dem Dorf Babush i Muhaxherëve 1206 Menschen wohnten. Davon bezeichneten sich 1204 als Albaner und zwei als Bosniaken.
| Volkszählung | 1948 | 1953 | 1961 | 1971 | 1981 | 1991 | 2011 |
| ------------ | ---- | ---- | ---- | ---- | ---- | ---- | ---- |
| Einwohner    | 767  | 635  | 715  | 815  | 968  | 1100 | 1206 |

## Infrastruktur

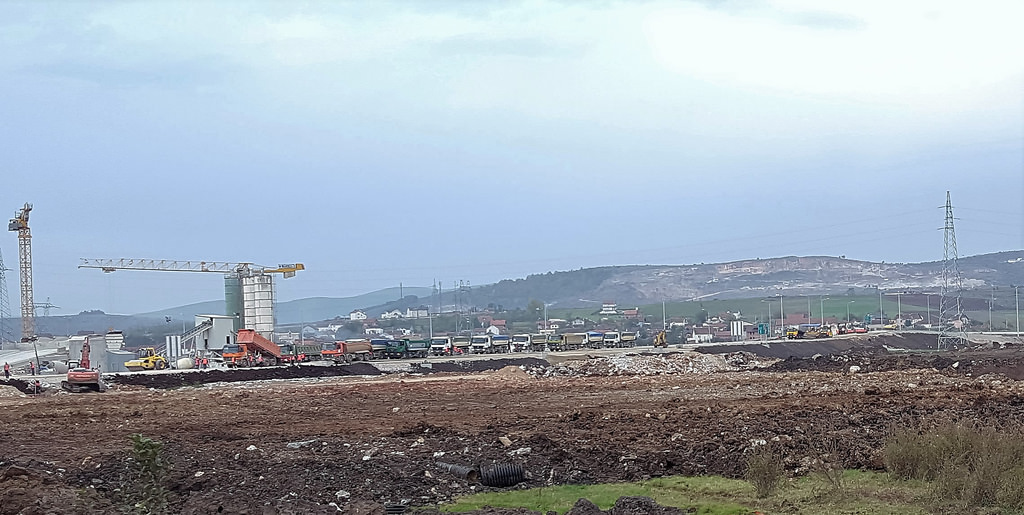
Blick der Bauarbeiten der Autostrade R6 (2016)

Am 31. Dezember 2016 wurden die ersten 20 Kilometer bis Babush i Muhaxherëve für den Verkehr freigegeben.
In Richtung Norden nach Pristina und Süden nach Ferizaj halten in beiden Richtungen Busse, an der Ausfahrt nach Babush i Muhaxherëve, am Seitenrand der M-2.